# محمد حسين الشهرستاني
 محمد حسين بن محمد علي الحسيني المرعشي الشهرستاني الحائري (1256 هـ - 1315 هـ).سبط الوحید البهبهاني هو رجل دين وفقيه ومؤرِّخ وحکیم ومن المراجع التقلید الشيعة، وكان بالإضافة لذلك شاعر ينظم الأشعار باللغة الفارسية. ترجم له خير الدين الزركلي في الأعلام قائلاً عنه: «محمد حسين بن محمد علي المرعشي الشهرستاني الحائري: فاضل إمامي. له اشتغال بالتاريخ. أصله من شهرستان ومولده بكرمانشاه، ومنشؤه بمرعش، وإقامته ووفاته بكربلاء»، كما ترجم له حسن الأمين في مستدركات أعيان الشيعة، وقال: «كانت ولادته في كرمانشاه وفيها نشأ واخذ فيها مقدمات العلوم، ثم هاجر إلى كربلا، فقرأ السطوح وأتمها ولازم حوزة والده محمد علي الشهرستاني وحوزة المولى حسين الأردكاني وحوزة الشیخ الانصاري».
آل الشهرستاني هم من البیوت الشهیرة في الفقاهة والوجاهة في العراق وإيران .وبعض الاعلام منهم:المیرزا مهدي الشهرستاني(من المراجع الشیعة ومن المهادی الاربعة)الميرزا علي الشهرستاني (من المراجع الشيعة)هبة الدین الشهرستاني.عبدالرضا الشهرستاني . جواد الشهرستاني وعلي الشهرستاني.

## مؤلفاته
أورد كل من خير الدين الزركلي في الأعلام، ومحسن الأمين في أعيان الشيعة أسماء بعض مؤلَّفات الشهرستاني، وذلك في ترجمة كل واحدٍ منهما للشهرستاني، كما قام آغا بزرگ الطهراني بذكرها وتفريقها في مجلَّدات موسوعته الكبيرة الذريعة إلى تصانيف الشيعة، ومن مؤلَّفات الشهرستاني المذكورة:
- تاريخ الشهرستاني.[3]
- غاية المسؤول ونهاية المأمول في علم الأصول.[4]
- شوارع الأعلام في شرح شرائع الإسلام. ثلاث مجلَّدات في شرح كتاب شرائع الإسلام.[5]
- ترياق فاروق. فارسي في الرد على الشيخيَّة.[6]
- تنبيه الأنام على إرشاد العوام. أحصى فيه مئة مفسدة حسب رأيه من كتاب إرشاد العوام لمحمد كريم خان الكرماني زعيم الشيخيَّة الكرمانيَّة.[7][8]
- تلويح الإشارة في تلخيص شرح الزيارة. تلخيص لشرح أحمد بن زين الدين الأحسائي على الزيارة الجامعة الكبيرة، والأحسائي هو من تنتسب إليه الفرقة الشيخيَّة.[9]
- طريق النجاة. باللغة الفارسية في الرد على المسيحية، ذكره الطهراني في موضعين من الذريعة؛ فمرَّة بهذا العنوان،[10] ومرَّة بعنوان سبيل نجاة.[11]
- غاية التقريب. منظومة نظم فيها مطالب كتاب تهذيب المنطق للتفتازاني.[12]
- الفرائد. في النحو.[13]
- آيات بينات. باللغة الفارسية «في إثبات الصانع».[14]
- جنة النعيم والصراط المستقيم. في الإمامة.[15]
- النور المبين في أصول الدين. في أصول الدين، باللغة الفارسية.[16]
- دمع العين على خصائص الحسين. ترجمة فارسية لكتاب الخصائص الحسينية الذي قد كتبه جعفر التستري بالعربية،[17] وقد جُعل للترجمة هذا العنوان العربي، ثم جُعل لها عنوان آخر بالفارسية في طبعات لاحقة، وهو اشک روان بر امیر کاروان.[18]
- النور المبين في أحكام الدين. رسالة عملية حاوية على فتاواه في الطهارة والصلاة والزكاة، وقد طُبعت هذه الرسالة،.[16]
- فرائد الفوائد.[19]
- الصحيفة الحسينية.[20]
- لباب الاجتهاد. في الاجتهاد والتقليد.[21]
- قطع الخصوم.[22]
- الغديرية. قصيدة طويلة في يوم الغدير وقضيَّته.[23]
- عسل مصفى. وصفه الطهراني بأنَّه «منظوم فارسي في الأخلاق والمناجاة».[24]
- رسالة في علم الكف.[25]
- رسالة في القرعة.[26]
- القضاء المانع عن الأداء.[27]
- حجية المظنة.[28]
- كتاب الحساب.[29]
- اللباب في الأسطرلاب.[30]
- تحقيق الأدلة.[31]
- الاستصحاب.[32]